# Andres de Soto
Andres de Soto of Andreas a Soto (San Facundo, 1552/3 – Brussel, 1625) was een Spaans franciscaan die geestelijke werken schreef en biechtvader was van de infante Isabella Clara Eugenia. Zijn Spaanse boeken werden vertaald in het Frans, Nederlands, Engels en Latijn.

## Leven
Andres de Soto werd geboren in San Facundo ten noorden van Valladolid. Op zijn twintigste werd hij novice bij de recoletten, een strenge tak van de franciscanen. Hij werd gardiaan in hun klooster te Villasilos (1592) en vervolgens in het moederhuis te La Aguilera (1598). Op aangeven van koning Filips III werd hij in 1599 biechtvader van de infante Isabella, bij het begin van haar heerschappij over de Spaanse Nederlanden. De Soto reisde erheen en zou haar geestelijk leidsman blijven tot zijn dood 26 jaar later. Zijn invloed op de vorstin en haar hofdames was groot. In Brussel werkte hij nauw samen met Gracián de la Madre de Dios, een ongeschoeide karmeliet.
De Soto werd Commissaris-generaal van zijn orde in de Nederlanden en vanaf 1618 ook in Engeland en Schotland.
In 1603 kreeg hij 3.000 livres uit de staatskas om te besteden aan vrome werken, en nog 713 livres om een nieuwe kluis te bouwen en een bestaande kluis in Gent te herstellen. Hij leidde in 1604 de heroprichting van het klooster van Boetendaal, dat tot zijn orde behoorde en sinds 1579 was verlaten. Ook was hij betrokken bij de stichting van het Brusselse annunciatenconvent in 1616. Na de dood van aartshertog Albert trad weduwe Isabella in bij de clarissen. Het afleggen van haar geloften gebeurde ten overstaan van De Soto.

## Werk
- Libro de la vida y excellencias de el glorioso S. Ioseph, esposo de la Virgen N. Señora (Brussel, Jan Mommaert, 1600).
  - Vertaling door Franciscus Vanden Broecke: Het leven van den heyligen Joseph, bruydegom onser Liever Vrouwen (Brussel, Jan Mommaert, 1614).
- Contemplacion Del Crucifixo, Y Consideraciones De Christo Crucificado, y de los dolores que la Virgen sanctissima padescio al pie de la cruz (Antwerpen, Plantijn, 1601).
  - Heruitgave in Brussel door Jean Pepermans, 1623.
  - Vertaling door Jan van Blitterswyck: Beschouwinghen op het kruycifix ende op de smerten welcke de heylighste Maghet Maria lede aen den voedt des Kruys (Brussel, Jean Pepermans, 1625).
- Redempcion del tiempo cautivo: en que se declara, quan preciosa cosa es el tiempo, y lo mucho que pierde el que le tiene cautivo, y como se ha de redimir (Antwerpen, 1606).
- Opusculos del origen, antiguedad, bendicion, significacion, virtud, y milagros del Agnus Dei y del agua Bendita (Brussel, Rutger Velpius, 1607).
- Sermon que predico el P. F. Andres de Soto en el convento de las Carmelitas descalças de la villa de Brusellas, a la profession de la hermana Theresa de Jesus (Brussel, Jan Mommaert, 1610).
- Vida, milagros y mission a España del glorioso martyr Eugenio, primer arçobispo de la sancta iglesia de Toledo (Brussel, Rutger Velpius & Hubert Antoon, 1612).
- Dos Dialogos en los quales se ensena que cosa sea milagro y porque hizo milagros Christo Nuestro Senor y de que sirven (Brussels, Rutger Velpius & Hubert Antoon, 1612).
  - Franse vertaling door Philip Numan: Deux dialogues traitans de la doctrine & matiere des miracles (Brussel, Rutger Velpius, 1613).
  - Nederlandse vertaling door Philip Numan: Twee t'samensprekingen behandelende de leeringe ende materie vanden mirakelen (Brussels, Rutger Velpius, 1614).
- De schole van de eenicheydt des menschs met Godt (Antwerpen, Joachim Trognaesius, 1616).

## Voetnoten
1. ↑  Jules Finot (ed.), Inventaire sommaire des archives départementales antérieures à 1790. Nord. Archives Civiles, série B. Chambre des Comptes de Lille, vol. 6 (Lille, 1888), pp. 14-15.